# Brushing
Brushing é uma fraude de internet em que vendedores de sites de comércio on-line fazem entregas não solicitadas para forjar vendas e inflar a própria reputação. Nessas plataformas, quando mais entregas e melhores avaliações, melhor ranqueado é o serviço, por isso fazer entregas, mesmo que com certo prejuízo e correndo o risco de descoberta da fraude, pode ser benéfico.
Para diminuir os custos, os golpistas enviam pacotes pequenos, que podem conter objetos como parafusos e porcas, bijuteria, ou mesmo outros materiais como sementes.
No Brasil, o golpe chamou atenção devido ao envio de pacotes contendo sementes, divulgadas como "sementes misteriosas" ou "sementes da China". No ano de 2020, até 6 de outubro, 258 pacotes recebidos pelos correios contendo sementes estranhas não-solicitadas haviam sido entregues ao Ministério da Agricultura, Pecuária e Abastecimento brasileiro para investigação. Em análises preliminares encontraram-se ácaros, fungos e bactérias vivas nos pacotes de sementes. No entanto não há sinal de que a intenção fosse introduzir organismos patogênicos no Brasil, e a melhor explicação é a da fraude movida por interesses econômicos. Segundo análise, as sementes têm origem na China e Malásia. Casos semelhantes foram relatados no Canadá, Austrália, Estados Unidos, Reino Unido e outros países.
A orientação oficial é que os pacotes não sejam abertos, não sejam descartados, e sejam entregues às autoridades, para evitar riscos de patógenos que podem causar prejuízos à agricultura brasileira.